# Еллемет
Еллемет (нід. Ellemeet) — село в нідерландській провінції Зеландія. Входить до муніципалітету Схаувен-Дьойвеланд.
Його площа — 6,25 км², а населення станом на 2021 рік становило 355 осіб.
Перша згадка про населений пункт датується 1236 роком.
До 1961 року мало статус окремого муніципалітету.

## Галерея

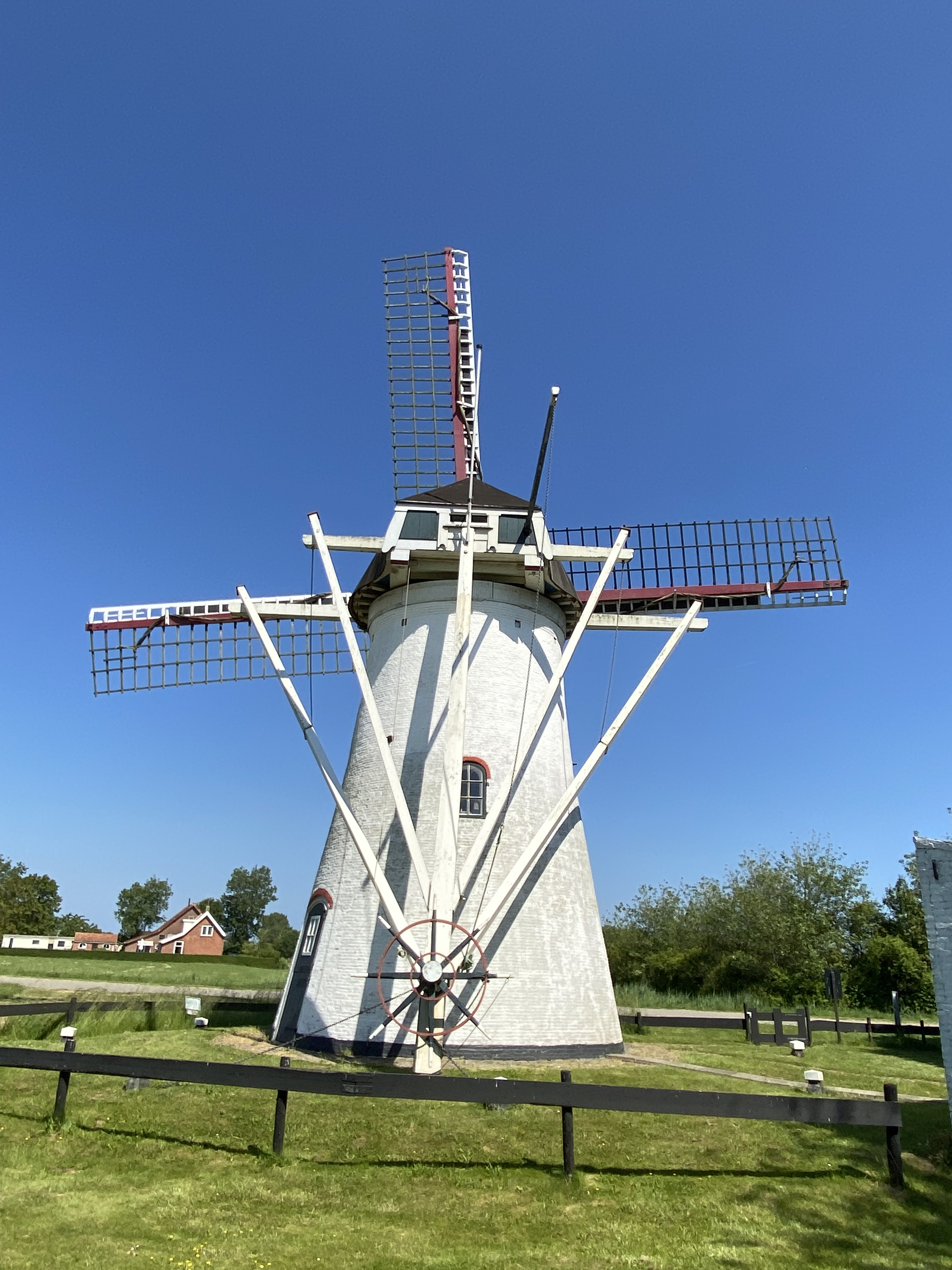
Вітряк 't Hert
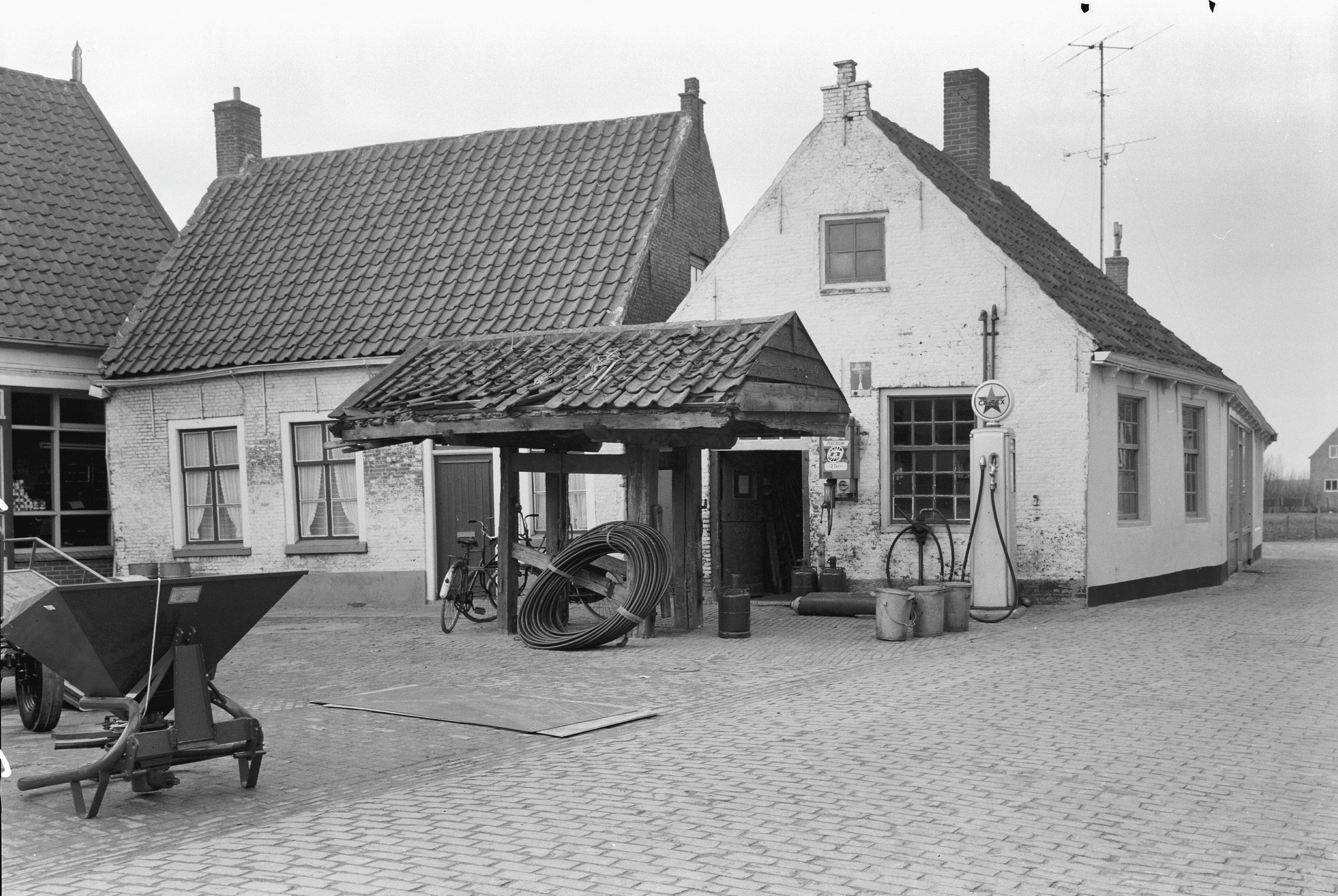
Сільська вулиця (1965)